# Cédric Kisamba
Cédric Kisamba (né le 25 janvier 1985 à Kinshasa au Zaïre, aujourd'hui en République démocratique du Congo) est un footballeur français d'origine congolais, qui évolue au poste de milieu de terrain.

## Biographie

### Carrière en club

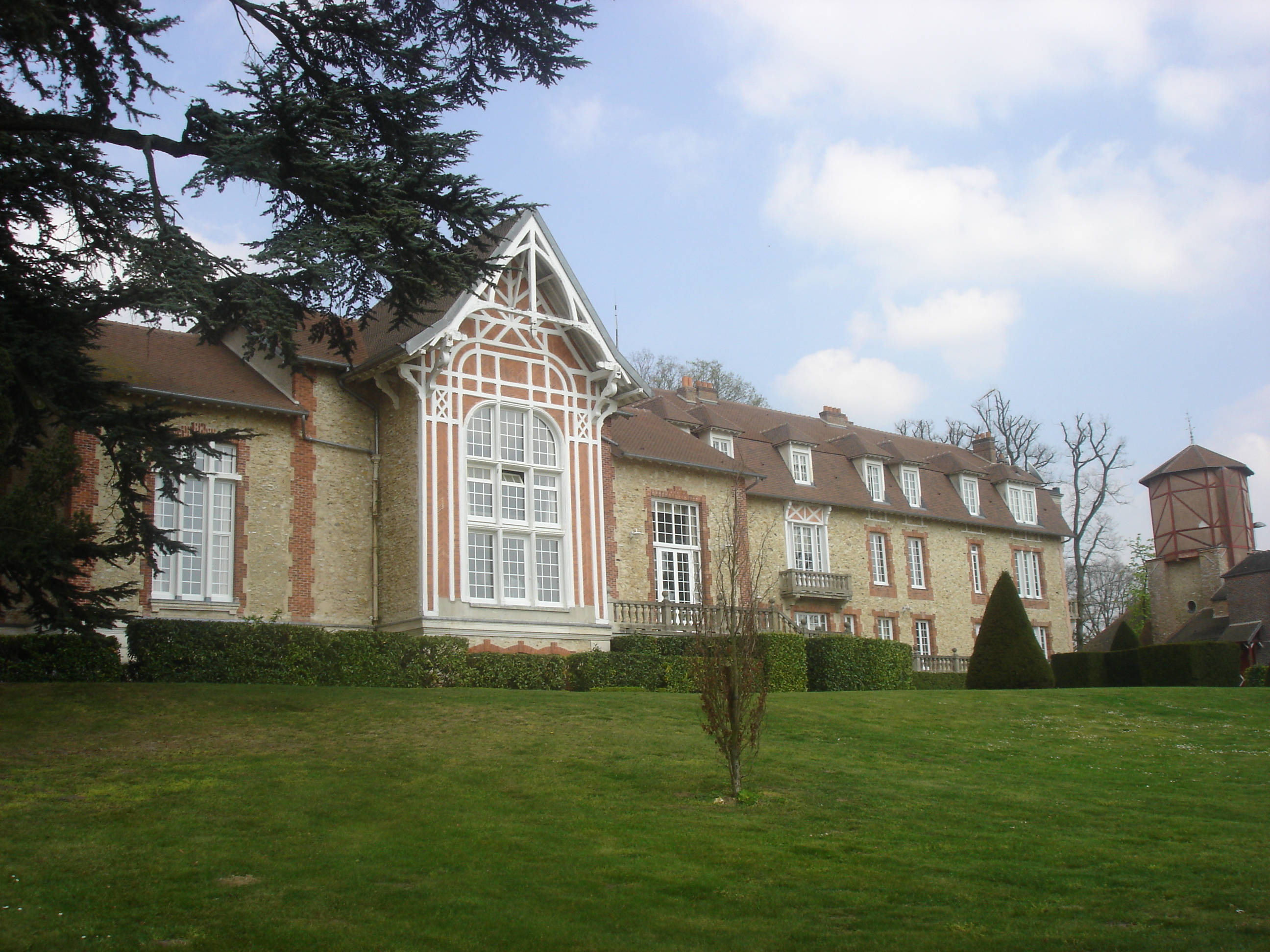
Cédric Kisamba effectue sa préformation à l'INF Clairefontaine.

En 1998, alors joueur de l'AS Val-de-Reuil, Cédric Kisamba est finaliste national de la première édition de l'opération de détection FFF/Continent, mise sur pied par la DTN. La même année, il intègre l'INF Clairefontaine, pour trois ans de préformation. Sous les couleurs de l'INF, invaincue lors de la saison 2000-2001, il remporte le championnat de France des moins de 15 ans en juin 2001 face à l'AS Saint-Étienne.
Il intègre le centre de formation de l'AJ Auxerre à sa sortie de l'INF en 2001. Jamais utilisé en équipe première, il rebondit à Châteauroux en Ligue 2. C'est lors d'un prêt au Stade lavallois en National qu'il obtiendra plus de temps de jeu, réalisant une saison pleine au poste de milieu défensif. Après un nouveau prêt à Beauvais, il quitte définitivement Châteauroux en 2009.
Il termine sa carrière au niveau amateur au VS Fertois en 2018 puis à l'US Saint-Jouan des Guérets en 2020, où il devient responsable technique des jeunes.

### Carrière en sélection
Membre de la génération 1985 avec Jimmy Briand et Gaël Clichy, il remporte le Tournoi de Montaigu en 2001 et est finaliste de l'Euro des moins de 17 ans en 2002.

### Reconversion
Il prépare son brevet d'entraîneur de football (BEF) lors de la saison 2018-2019.

## Palmarès
France -17 ans
- Euro -17 ans :
  - Finaliste : 2002.